# Monte Banchetta
Il monte Banchetta (2823 m.s.l.) o monte Motta è una montagna delle Alpi Cozie, situata in Val Chisone.

## Toponimo

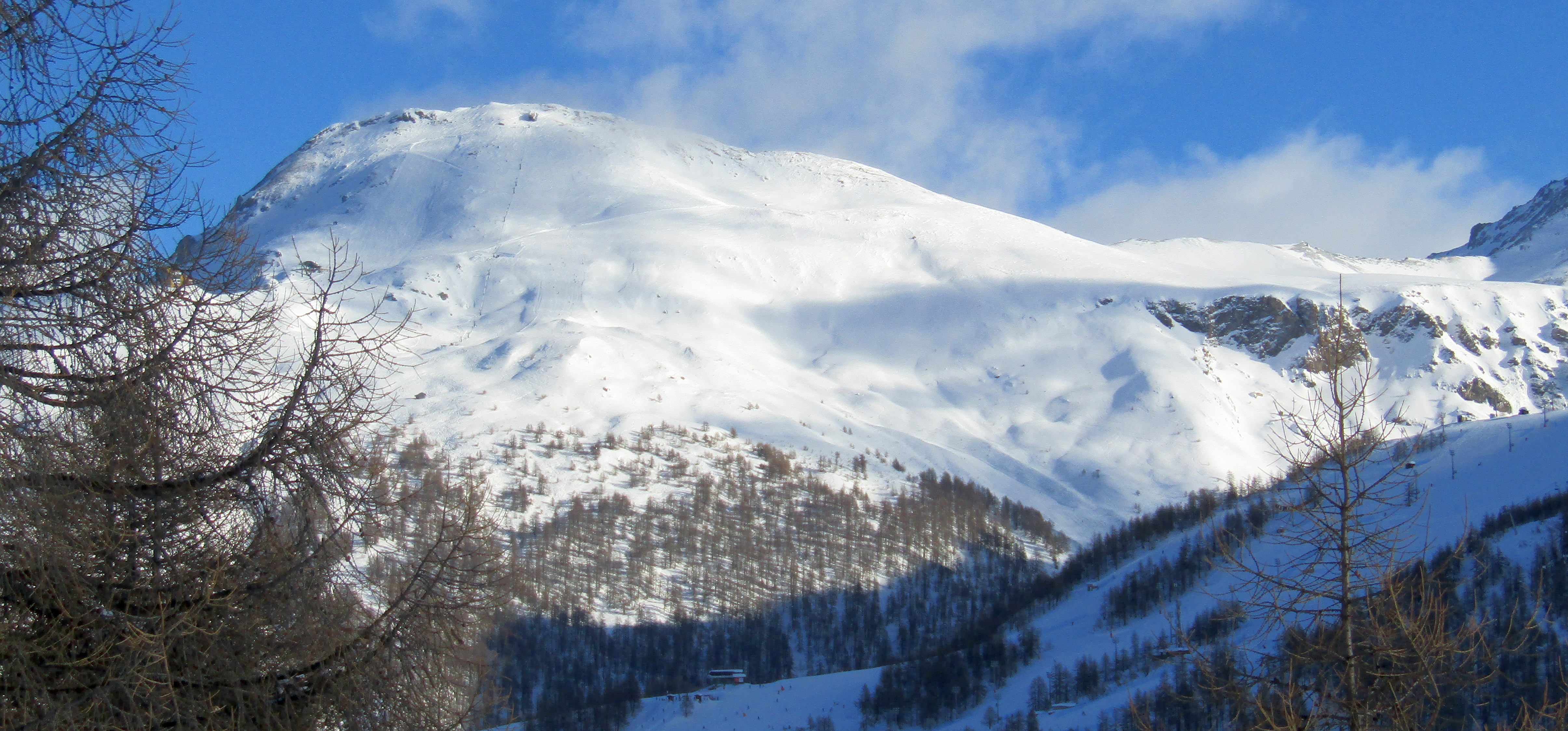
Vista invernale

Sia sulla cartografia ufficiale dell'Istituto Geografico Militare che su carte più recenti, come quella di IGC e di Fraternali editore, è riportato il nome di monte Banchetta, mentre su alcuni siti web, quale ad esempio quella che rappresenta il comprensorio sciistico della Via Lattea, è riportato come monte Motta, con il toponimo monte Banchetta assegnato ad una cima inferiore di 2.555 m di quota.

## Descrizione

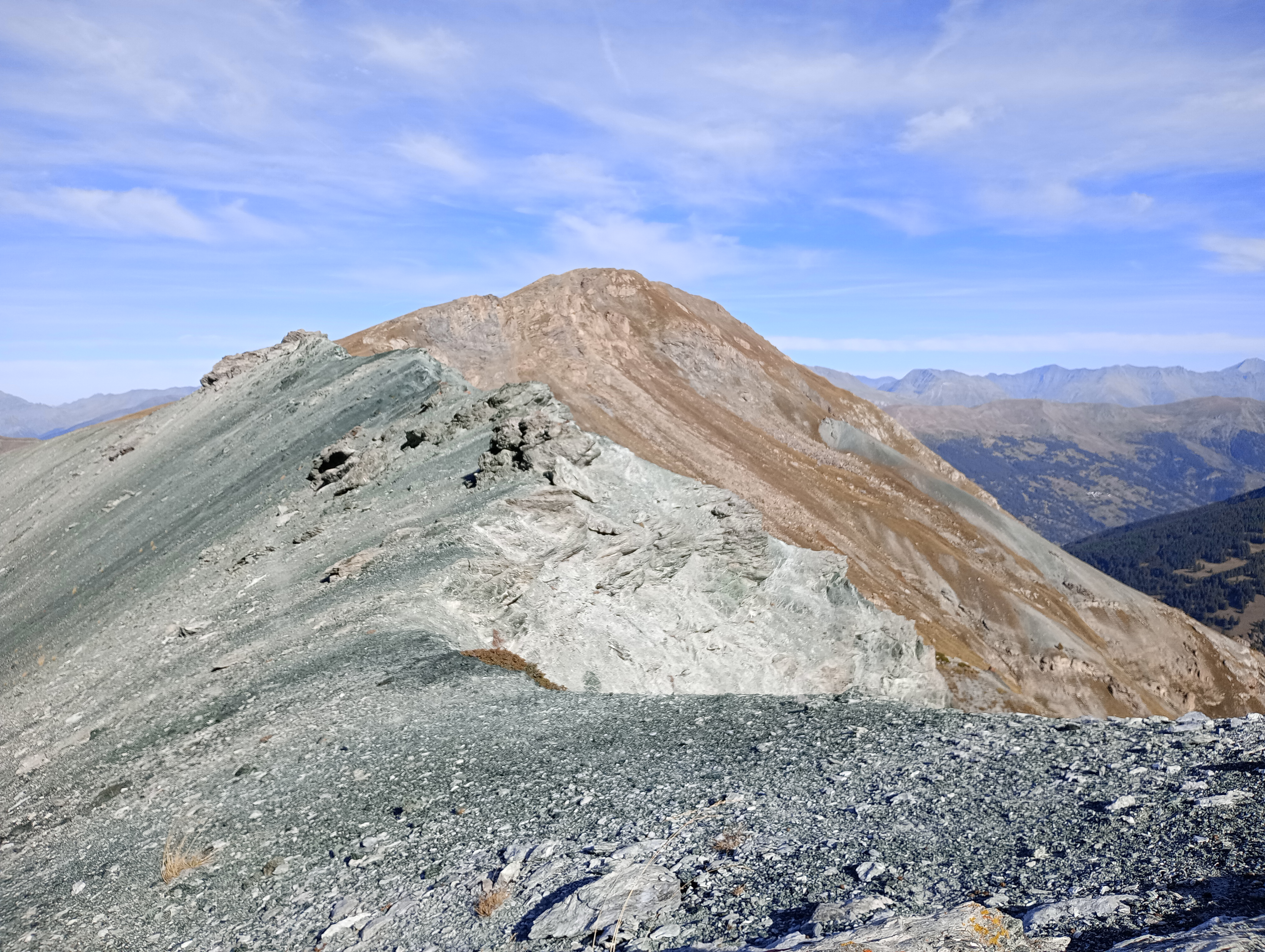
Vista da sud

Il monte si trova sullo spartiacque che divide la tra la Val Troncea dalla breve valle del torrente Chisonetto. Verso sud-est il Passo della Banchetta nord (2678 m) e il Passo della Banchetta sud (2690 m) la dividono dalla Punta Rognosa, mentre nella direzione opposta il crinale si esaurisce sul fondovalle tra Borgata (una frazione di Sestriere) e Pragelato. La montagna presenta in generale versanti abbastanza dolci salvo quello orientale, caratterizzato da pareti di roccia friabile e molto ripida.

## Storia
Nel 1933 venne costruita una funivia che collega la montagna con Sestriere. La stazione di monte dell'impianto di risalita, che si trova nei pressi della cima, è punto di partenza della discesa libera e dello slalom supergigante nelle gare del mondiale del '97 e nelle finali della coppa del mondo del 2004, è stato inoltre la partenza per le discipline veloci maschili durante i XX Giochi olimpici invernali di Torino 2006; fino alla fine degli anni ottanta alle sue pendici era situato l'arrivo della funivia Sestriere-Banchetta-Motta.

## Geologia
La montagna è costituita da una matrice di serpentino-scisti con affioramenti di calcari triassici.

## Accesso alla vetta

### Accesso estivo
La cima del monte Banchetta può essere raggiunta seguendo la cresta sud a partire dal Colle Banchetta; questa via non presenta difficoltà alpinistiche. Il colle a sua volta è raggiungibile per sentiero dalla Val Troncea. Anche l'ampio crinale nord è facile da percorrere.

### Accesso invernale
La salita dalla Borgata di Sestriere con gli sci da sci alpinismo è considerata di difficoltà MS.

## Bibliografia

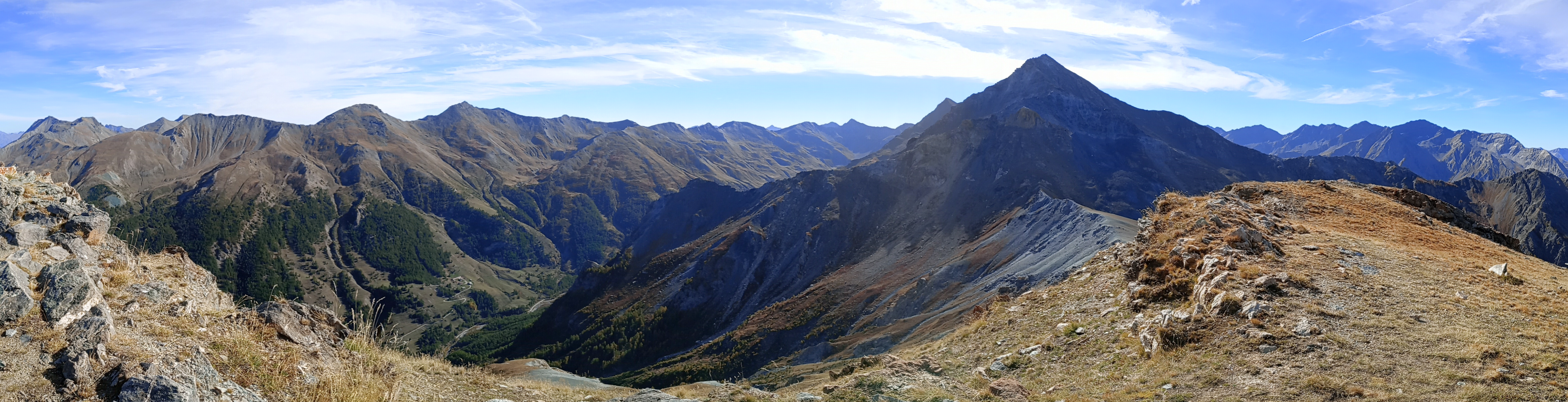
Vista verso sud-est, con la Rognosa
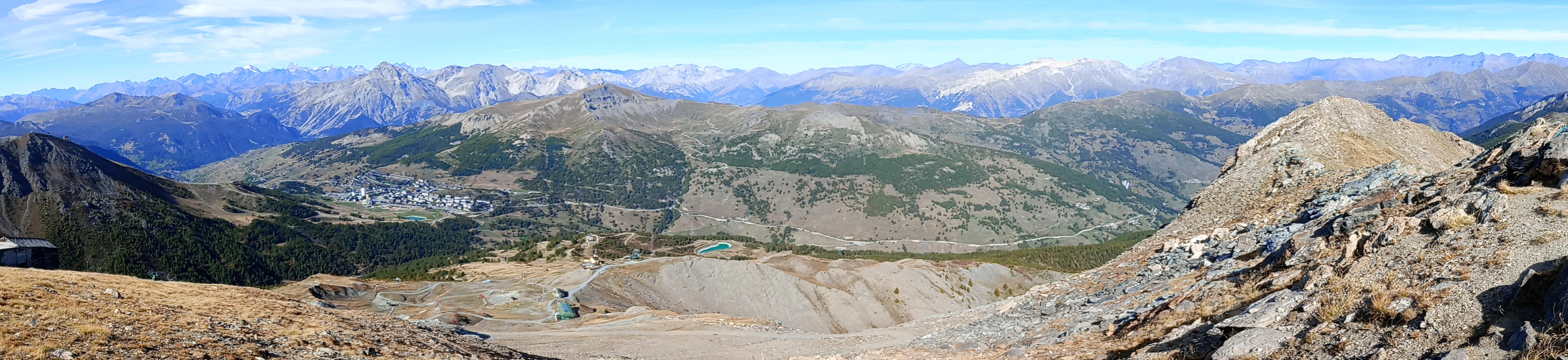
Vista verso nord-ovest, con Sestriere e il Monte Fraiteve